# 1906 في روسيا
فيما يلي قوائم الأحداث التي وقعت خلال عام 1906 في روسيا.

## سياسة

### تعيين في المنصب
- 21 يوليو – بيوتر ستوليبين رئيس وزراء روسيا.

### انتهاء فترة المنصب
- 5 مايو – سيرجي ويت رئيس وزراء روسيا.

## ظهور
- 1 يناير – رواية الأم رواية من تأليف مكسيم غوركي.

## مواليد

### يوليو
- 3 يوليو – جورج ساندرز

### أغسطس
- 10 أغسطس – أبي باين ملاكم من الولايات المتحدة الأمريكية.

### سبتمبر
- 25 سبتمبر – دميتري شوستاكوفيتش

### أكتوبر
- 24 أكتوبر – ألكسندر غيلفوند رياضياتي روسي.
- 30 أكتوبر – أندريه تيخونوف رياضياتي روسي.

### نوفمبر
- 1 نوفمبر – فاسيلي بانوف
- 28 نوفمبر – ديمتري ليخاتشوف

## وفيات

### يناير
- 13 يناير – ألكساندر بوبوف (مواليد 1859) فيزيائي روسي.

### مايو
- 20 مايو – كارل روبرت أوستن (مواليد 1828)